# John Campbell, 1. Earl Cawdor

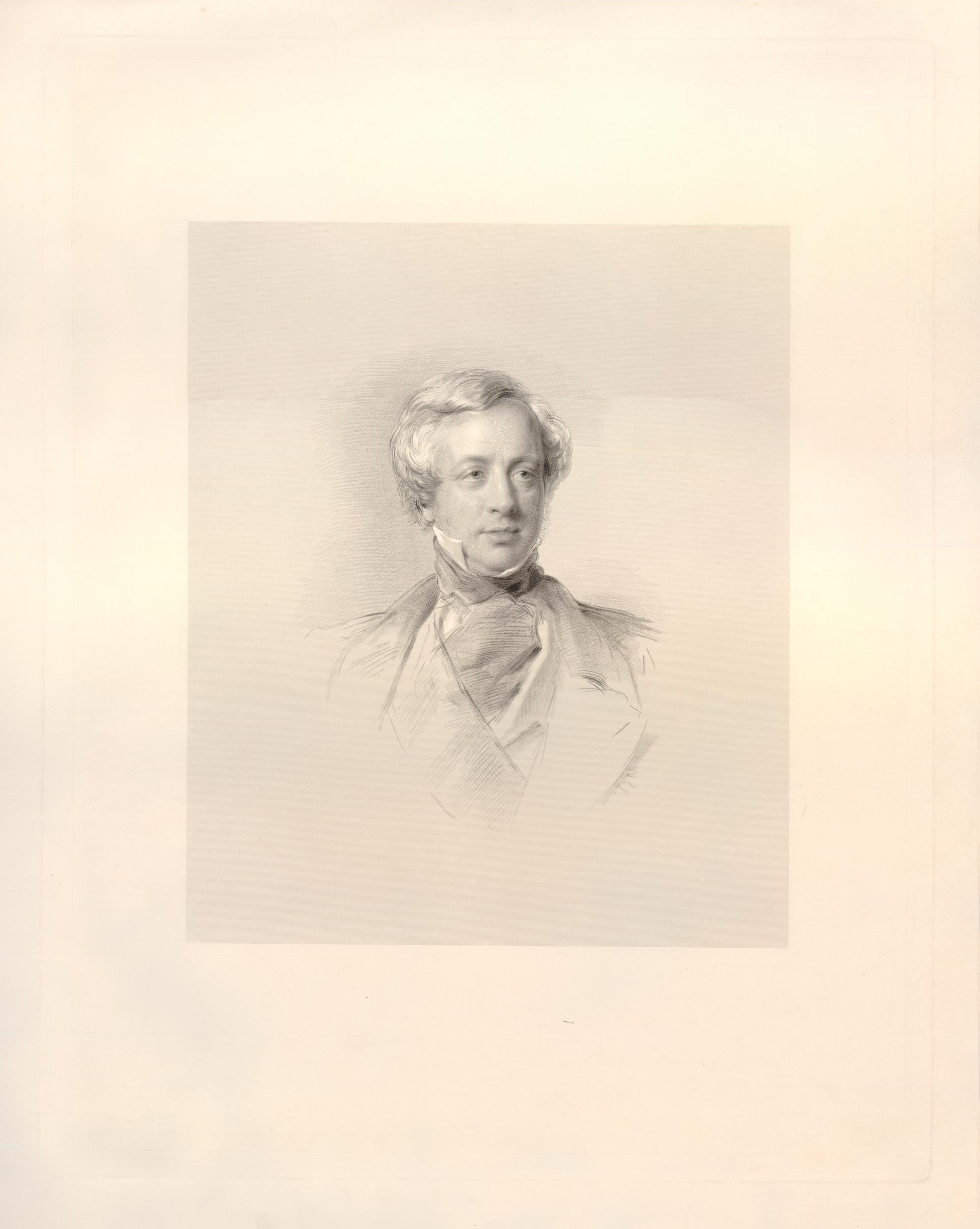
John Campbell, 1. Earl Cawdor

Wappen des John Campbell, 1. Earl Cawdor

John Frederick Campbell, 1. Earl Cawdor (* 8. November 1790; † 7. November 1860 in Stackpole Court, Pembrokeshire) war ein britischer Adliger und Politiker.

## Leben
Er war der ältere Sohn des John Campbell, 1. Baron Cawdor, aus dessen Ehe mit Lady Isabella Caroline Howard, Tochter des Frederick Howard, 5. Earl of Carlisle. Um 1803 besuchte er das Eton College und von 1808 bis 1812 studierte er am Christ Church College der Universität Oxford.
Von 1813 bis 1821 war er als Whig-Abgeordneter für das Borough Carmarthen Mitglied des britischen House of Commons. Beim Tod seines Vaters erbte er 1821 dessen Titel als 2. Baron Cawdor, erhielt dadurch einen Sitz im House of Lords und schied aus dem House of Commons aus. Am 5. Oktober 1827 wurden ihm die Adelstitel Earl Cawdor und Viscount Emlyn verliehen.
Bei der Krönung von Königin Adelaide am 8. September 1831 trug er deren Elfenbeinzepter. Von 1834 bis 1860 war er Harleian Trustee des British Museum. 1841 erhielt er als Doctor of Civil Law die Ehrendoktorwürde der Universität Oxford. Von 1852 bis 1860 hatte er das Amt des Lord Lieutenant von Carmarthenshire inne.

## Ehe und Nachkommen
1816 heiratete er Lady Elizabeth Thynne (1795–1866), Tochter des Thomas Thynne, 2. Marquess of Bath. Mit ihr hatte er sieben Kinder:
- John Frederick Vaughan Campbell, 2. Earl Cawdor (1817–1898);
- Lady Emily Caroline Campbell (um 1821–1911) ⚭ 1842 Hon. Octavius Duncombe (1817–1879), Sohn des Charles Duncombe, 1. Baron Feversham;
- Lady Georgiana Isabel Campbell († 1884) ⚭ 1840 Colonel John Balfour, 7. Laird of Balbirnie (1811–1895);
- Lady Elizabeth Lucy Campbell (1822–1898), Lady of the Bedchamber für Königin Victoria 1845–1864, ⚭ 1842 John Cuffe, 3. Earl of Desart;
- Lady Mary Louisa Campbell (1825–1916) ⚭ 1846 George Egerton, 2. Earl of Ellesmere;
- Rev. Hon. Archibald George Campbell (1827–1902), Pfarrer von Knipton in Leicestershire, ⚭ 1853 Charlotte Henrietta Howard († 1896);
- Hon. Henry Walter Campbell (1835–1910), Lieutenant-Colonel der Coldstream Guards, ⚭ 1859 Fanny Georgina Campbell († 1934).